# Bad Salzschlirf
Bad Salzschlirf – miejscowość i gmina uzdrowiskowa w Niemczech, w kraju związkowym Hesja, w rejencji Kassel, w powiecie Fulda, nad połączeniem Lauter i Altefeld w Schlitz, około 80 km na północny wschód od Frankfurtu nad Menem i 170 km na wschód od Bonn.

## Demografia
Zmiany liczby ludności od 2001 (dla każdego roku na 31 grudnia).

## Zabytki i atrakcje
- stara elektrownia wodna
- hotel „Badehof”
- kościół katolicki pw. św. Wita (St. Vitus)
- kościół ewangelicki
- grota maryjna
- park zdrojowy
- obserwatorium słoneczne

## Polityka

### Rada gminy[3]
| Partia         | Partia                             | 2006 | 2006    | 2001 | 2001    |
| Partia         | Partia                             | %    | Miejsca | %    | Miejsca |
| -------------- | ---------------------------------- | ---- | ------- | ---- | ------- |
| CDU            | Unia Chrześcijańsko-Demokratyczna  | 33,6 | 8       | 39,8 | 9       |
| SPD            | Socjaldemokratyczna Partia Niemiec | 11,6 | 3       | 12,6 | 3       |
| FDP            | Wolna Partia Demokratyczna         | 5,4  | 1       | 8,0  | 2       |
| FWL            | Freie Wählerliste                  | 49,4 | 11      | 37,8 | 9       |
| GBS            | Gemeinschaft Bad Salzschlirf       | –    | –       | 1,8  | 0       |
| Razem          | Razem                              | 100  | 23      | 100  | 23      |
| Frekwencja (%) | Frekwencja (%)                     | 49,3 | 49,3    | 57,6 | 57,6    |

## Współpraca
Bad Salzschlirf posiada dwie miejscowości partnerskie:
- Bad Tennstedt, Turyngia
- Castel San Pietro Terme, Włochy

## Komunikacja
W miejscowości znajduje się stacja kolejowa Bad Salzschlirf na linii Vogelsberg. Około 2,5 km na południowy zachód (w Wartenbergu) biegnie B254. Najbliższym zjazdem na autostradę jest zjazd 90 Hünfeld/Schlitz na autostradzie A7, zlokalizowany jest około 19 km na północny wschód od centrum Bad Salzschlirf.

## Oświata
W gminie znajduje się przedszkole przystosowane do 100 dzieci oraz szkoła podstawowa z około 110 uczniami.